# Глубокое (Сакский район)
Глубокое (до 1948 года населённый пункт центральной усадьбы совхоза Первомайский; также Тегеш № 3, Тегеш немецкий; укр. Глибоке, крымскотат. Nemse Tegeş, Немсе Тегеш) — исчезнувшее село в Сакском районе Республики Крым (согласно административно-территориальному делению Украины — Автономной Республики Крым), располагавшийся в центре района, в степной зоне Крыма, примерно в 1,5 км севернее современного села Кольцово.

## История
Согласно энциклопедическому словарю «Немцы России», лютеранское поселение (хутор) Тегеш немецкий было основано, на 700 десятинах земли, в 1888 году. На 1905 год на хуторе числилось 28 жителей.
По Статистическому справочнику Таврической губернии. Ч.II-я. Статистический очерк, выпуск пятый Евпаторийский уезд, 1915 год, на хуторе Тегеш немецкий Сакской волости Евпаторийского уезда числилось 2 двора с немецкими жителями в количестве 3 человек приписного населения и 19 — «постороннего», из которых 16 мужчин и 6 женщин. При хуторе числилось 497 десятин удобной земли. В хозяйстве имелось 64 лошади, 4 вола и 13 коров.
После установления в Крыму Советской власти, по постановлению Крымревкома от 8 января 1921 года № 206 «Об изменении административных границ» была упразднена волостная система и село вошло в состав Евпаторийского района Евпаторийского уезда, а в 1922 году уезды получили название округов. 11 октября 1923 года, согласно постановлению ВЦИК, в административное деление Крымской АССР были внесены изменения, в результате которых округа были отменены и произошло укрупнение районов — территорию округа включили в Евпаторийский район. Согласно Списку населённых пунктов Крымской АССР по Всесоюзной переписи 17 декабря 1926 года, в селе Тегеш № 3, Отешского сельсовета Евпаторийского района, числилось 11 дворов, все крестьянские, население составляло 61 человек, из них 26 украинцев, 16 русских, 13 немцев, 7 греков, 3 записаны в графе «прочие». Тегеш № 3 ещё обозначен на километровке Генштаба 1941 года, а на двухкилометровке РККА 1942 года на месте села уже обозначен совхоз «Первомайский»..
С 25 июня 1946 года совхоз Первомайский в составе Крымской области РСФСР. Указом Президиума Верховного Совета РСФСР от 18 мая 1948 года населённый пункт центральной усадьбы совхоза Первомайский был переименован в Глубокое. 26 апреля 1954 года Крымская область была передана из состава РСФСР в состав УССР. 11 февраля 1963 года был упразднен Евпаторийский район и село включили в состав Сакского. Ликвидировано в период с 1954 по 1968 год, как село Кольцовского сельсовета.